# Gótico (novela)
Gótico (título original en inglés: Mexican Gothic) es una novela de terror gótico de 2020 de la autora canadiense mexicana Silvia Moreno-García. Se centra en una joven que investiga las afirmaciones de su prima de que su marido está intentando asesinarla.
La novela llegó a varias listas de superventas y la escritura de Moreno-García ha recibido comparaciones con la de Daphne du Maurier y la de Guillermo del Toro.

## Sinopsis
La prima de Noemí Taboada, Catalina, le ha escrito suplicando su ayuda, ya que cree firmemente que su marido inglés, Virgil Doyle, tiene la intención de asesinarla. Ante la sospecha de que Virgil también puede estar detrás del dinero de Catalina, el padre de Noemí, Leocadio, la envía a la casa de los Doyle, High Place, que se encuentra en las montañas a las afueras de un pequeño pueblo llamado “El Triunfo”. Una vez allí, Catalina le ruega a su prima que busque a una curandera que vive en el pequeño pueblo cerca de la mansión llamada Marta Duval y que recoja un medicamento que pueda salvarla. Noemí lo hace, pero el medicamento en cambio le provoca una convulsión que le impide visitar libremente a Catalina con tanta frecuencia.
Como resultado de la disminución de visitas, Noemí pasa su tiempo aprendiendo sobre la familia Doyle, que también incluye a Florence Doyle y al patriarca de la familia, Howard. La familia tiene una historia de matrimonios incestuosos y experimenta sueños y visiones extrañas. Noemi también cultiva una amistad y una relación con uno de los Doyle, Francis, quien le advierte que no se puede confiar de ellos.
Cuando comienza a caminar dormida, Noemí decide que debe dejar la casa Doyle, solo para que le digan que no puede irse. Revelan que Howard descubrió una cepa de hongo micorriza que tiene una relación simbótica con los humanos. Los Doyle usan este hongo y permanecen en el lugar para curarse y prolongar sus vidas. De hecho, Howard tiene cientos de años. A medida que la potencia del hongo disminuye dependiendo de la genética del individuo, los Doyle se han casado entre sí para asegurarse de que su descendencia también pueda recibir de estos beneficios. Las esporas del hongo abundan en toda la casa y pueden invocar recuerdos, a los que la familia se refiere como el "Gloom" (la penumbra). Las esporas también pueden ayudar a los Doyle a controlar a las personas que las han inhalado, lo que asusta a Noemí. 
Los Doyle han descubierto que la genética de Noemí es complementaria a la de ellos y puede ayudar a perpetuar su línea de sangre, ya que la endogamia les ha pasado factura, particularmente cuando se trata de producir descendencia viable. Howard le dice que se case con Francis y que después de la boda, él habitará el cuerpo de Francis. Ellos también desean tener acceso a su dinero, ya que la familia se ha empobrecido y ya no tienen la exitosa mina de plata de antes en la ciudad.
Al negarse a permitir que su familia lleve a cabo sus planes, Francis obtiene la medicina que Catalina buscó anteriormente, ya que interfiere con las habilidades del hongo. Juntos, los tres huyen de la casa y logran prender fuego al cuerpo de Agnes, presumiblemente matando al resto de los Doyle en el proceso y prendiendo fuego a toda la casa. Luego, a Francis, que resultó herido durante la fuga, le preocupa que el fuego no fue suficiente para eliminar por completo las esporas y que debería suicidarse para asegurarse de que la maldición familiar realmente termine. Noemí comparte sus preocupaciones, pero se muestra optimista de que juntos puedan superar cualquier problema potencial.

## Lanzamiento y ventas
Mexican Gothic se lanzó en formato de tapa dura y de libro electrónico en los Estados Unidos y Canadá a través de Del Rey Books, así como en el Reino Unido a través de Jo Fletcher Books, el 30 de junio de 2020. Una adaptación de audiolibro narrada por Frankie Corzo fue lanzada el mismo día a través de Random House Audio. Moreno-García también ha lanzado un de club de lectura que incluye una muñeca de papel acompañada de cuatro atuendos inspirados en la protagonista de la novela, Noemí Taboada.
Las ventas de la novela han sido lo suficientemente altas como para que Mexican Gothic se coloque en las listas de libros más vendidos de tapa dura del Washington Post y New York Times.

## Adaptación
En agosto de 2020 Milojo Producciones y ABC signature anunciaron que producirían una adaptación limitada de la serie Mexican Gothic , para la plataforma de streaming Hulu. Moreno-Garcia sería productora ejecutiva. En una entrevista con Entertainment Weekly, la autora declaró que la serie constaría con "entre 8 y 10 episodios maximo".

## Recepción
Mexican Gothic ha recibido elogios por su atmósfera y conceptos góticos, que Slate comparó con los estilos de Daphne du Maurier y Guillermo del Toro. NPR hizo comparaciones entre el libro y "Jane Eyre, Los Misterios de Udolpho de Ann Radcliffe, Drácula, Rebecca y la película clásica de 1958, La cosa", también alabando su sentido de pavor. The New York Times señaló comparaciones similares, citando a Mexican Gothic: hizo comparaciones similares, citando a la "valiente protagonista femenina de Mexican Gothic y una casa antigua llena de secretos inquietantes".